# Carcinoscorpius rotundicauda
Carcinoscorpius rotundicauda, é uma espécie de caranguejo da família Limulidae.
Pode ser encontrada nos seguintes países: Índia, Indonésia, Malásia, as Filipinas, Singapura e Tailândia.